# سلول خورشیدی کالکوژناید
سلول خورشیدی کالکوژناید (به انگلیسی: Chalcogenide solar cells) به سلول‌های خورشیدی مبتنی بر ترکیبات VI-II و I-III-VI2 اطلاق می‌شود. این سلول‌ها که شامل ساختارهای مختلفی از جمله کادمیم تلورید (CdTe)، کادمیم سولفید (CdS)، مس ایندیم گالیم سلنید (CIGS) و ترکیبات آنها هستند، گزینه‌های مناسبی برای تولیدات ارزان قیمت به صورت انبوه می‌باشند.
در حال حاضر، در راستای افزایش بازده و بهبود عملکرد این مجموعه از سلول‌ها تحقیقات زیادی در حال انجام است. به طوری که، سلول‌های خورشیدی CIGS به بازدهی تقریباً برابر با ۳٫۲۰٪ رسیده‌اند. سلول‌های خورشیدی لایه نازک CDS-CIS به بازده بالای ۱۷٪ رسیده و در تلاش برای افزایش ولتاژ مدار باز هستند. چون ولتاژ مدار باز به علت گاف انرژی پایین، هنوز پایین است.